# Blaine Luetkemeyer

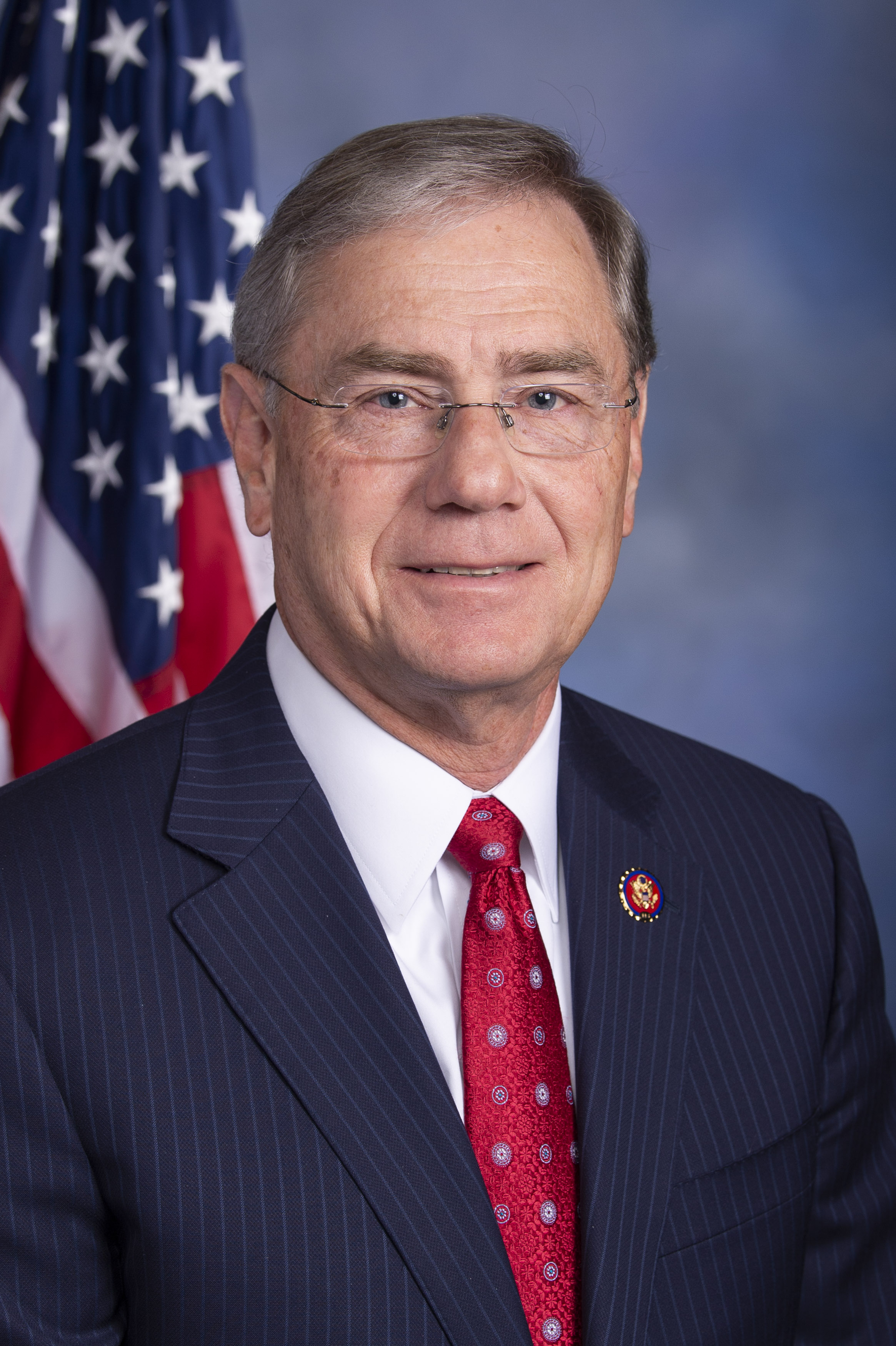
Blaine Luetkemeyer (2019)

William Blaine Luetkemeyer (* 7. Mai 1952 in Jefferson City, Cole County, Missouri) ist ein US-amerikanischer Politiker der Republikanischen Partei. Von 2009 bis 2025 vertrat er den dritten Distrikt des Bundesstaats Missouri im US-Repräsentantenhaus.

## Werdegang
Blaine Luetkemeyer studierte bis 1974 an der Lincoln University in Jefferson City. In den folgenden Jahren war er privater Geschäftsmann. Er arbeitete auch im Bankgewerbe und als Rancher.
Luetkemeyer hat mit seiner Frau Jackie drei Kinder.

## Politik
Luetkemeyer begann seine politische Laufbahn als Mitglied der Republikanischen Partei. Von 1978 bis 1987 war Mitglied im Board of Trustees der Stadt St. Elizabeth in Missouri. 1999 bis 2005 war er Abgeordneter im Repräsentantenhaus von Missouri. Im Jahr 2004 kandidierte er erfolglos für das Amt des Finanzministers (State Treasurer) von Missouri. Von 2006 bis 2008 war er Direktor der Tourismuskommission dieses Staates.
Bei den Kongresswahlen des Jahres 2008 wurde Luetkemeyer im neunten Kongresswahlbezirk von Missouri in das Repräsentantenhaus der Vereinigten Staaten gewählt, wo er am 3. Januar 2009 die Nachfolge von Kenny Hulshof antrat. Dieser hatte auf eine weitere Kandidatur zu Gunsten seiner – letztlich erfolglosen – Bewerbung um das Amt des Gouverneurs von Missouri verzichtet. Luetkemeyer setzte sich mit 50 % der Stimmen gegen die Demokratin Judy Baker und Tamara A. Millay von der Libertarian Party durch. Da Missouri 2013 einen Sitz im Repräsentantenhaus verlor, vertritt er seit der Wahl 2012 den dritten Wahlbezirk. Seine aktuelle, insgesamt siebte Legislaturperiode im Repräsentantenhaus des 117. Kongresses läuft noch bis zum 3. Januar 2023.
Die Primary (Vorwahl) seiner Partei für die Wahlen 2022 am 2. August gewann er mit 69,9 % klar. Er trat dadurch am 8. November 2022 gegen Bethany Mann von der Demokratischen Partei, sowie den Unabhängigen Thomas Clapp an. Er entschied die Wahl mit 65,1 % der Stimmen für sich und war dadurch im Repräsentantenhaus des 118. Kongresses vertreten. Luetkemeyer trat bei der Kongresswahl 2024 nicht erneut an, seine Amtszeit im Repräsentantenhaus endete damit im Januar 2025.